# Иркутские казаки
Ирку́тские каза́ки — часть российского казачества, проживавших в Прибайкалье на территории Иркутской губернии. Основано в 1816 году. Войсковый штаб — в Иркутске.

## История

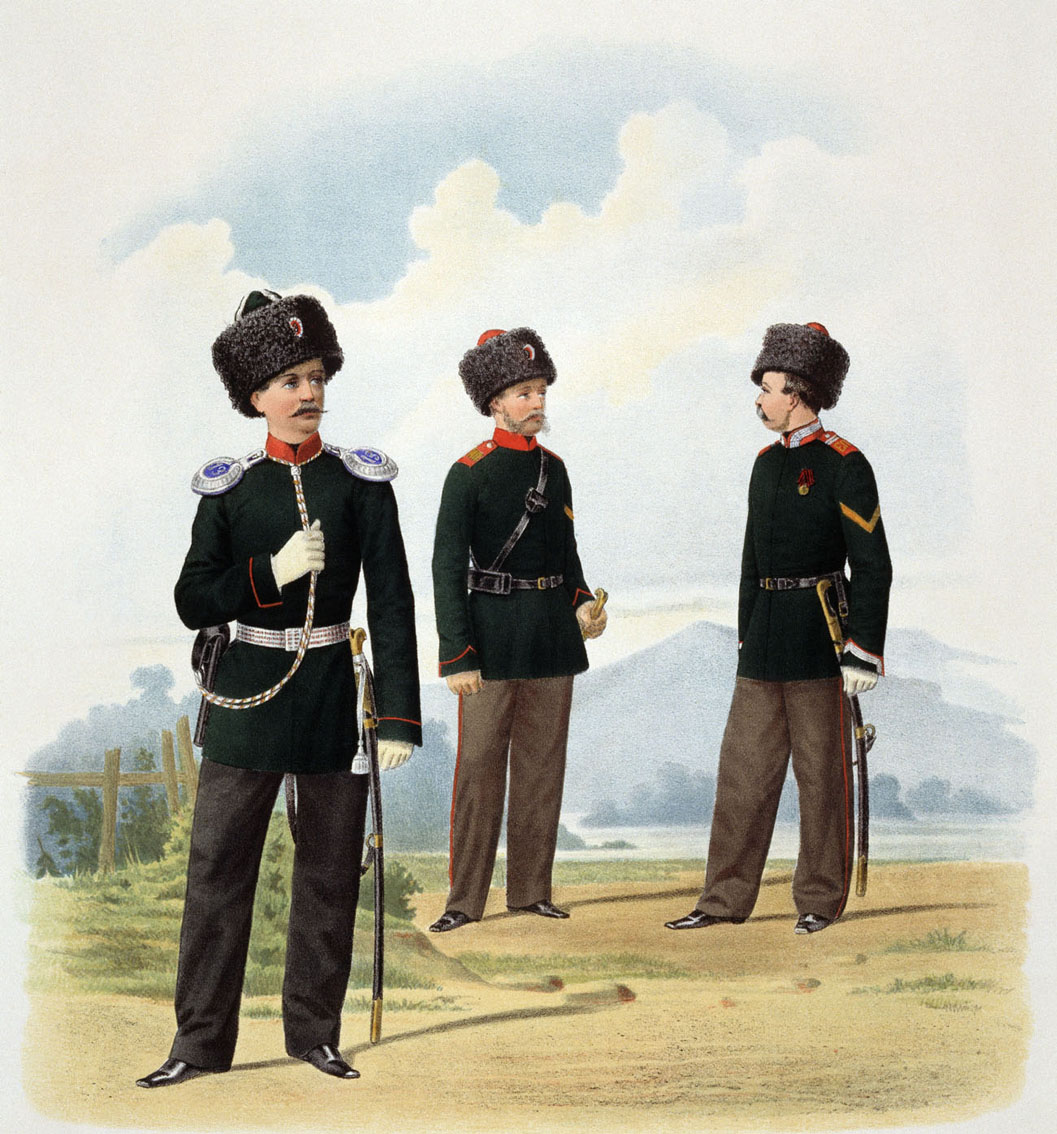
Пиратский К. К. Пешие батальоны Забайкальского Казачьего Войска и Конные: Иркутский и Енисейский Казачьи полки, 1867 г.

### Освоение Прибайкалья
См. История Сибири. XVII век
Впервые казаки оказались в Прибайкалье в XVII веке во времена освоения Сибири.

### Иркутские казаки

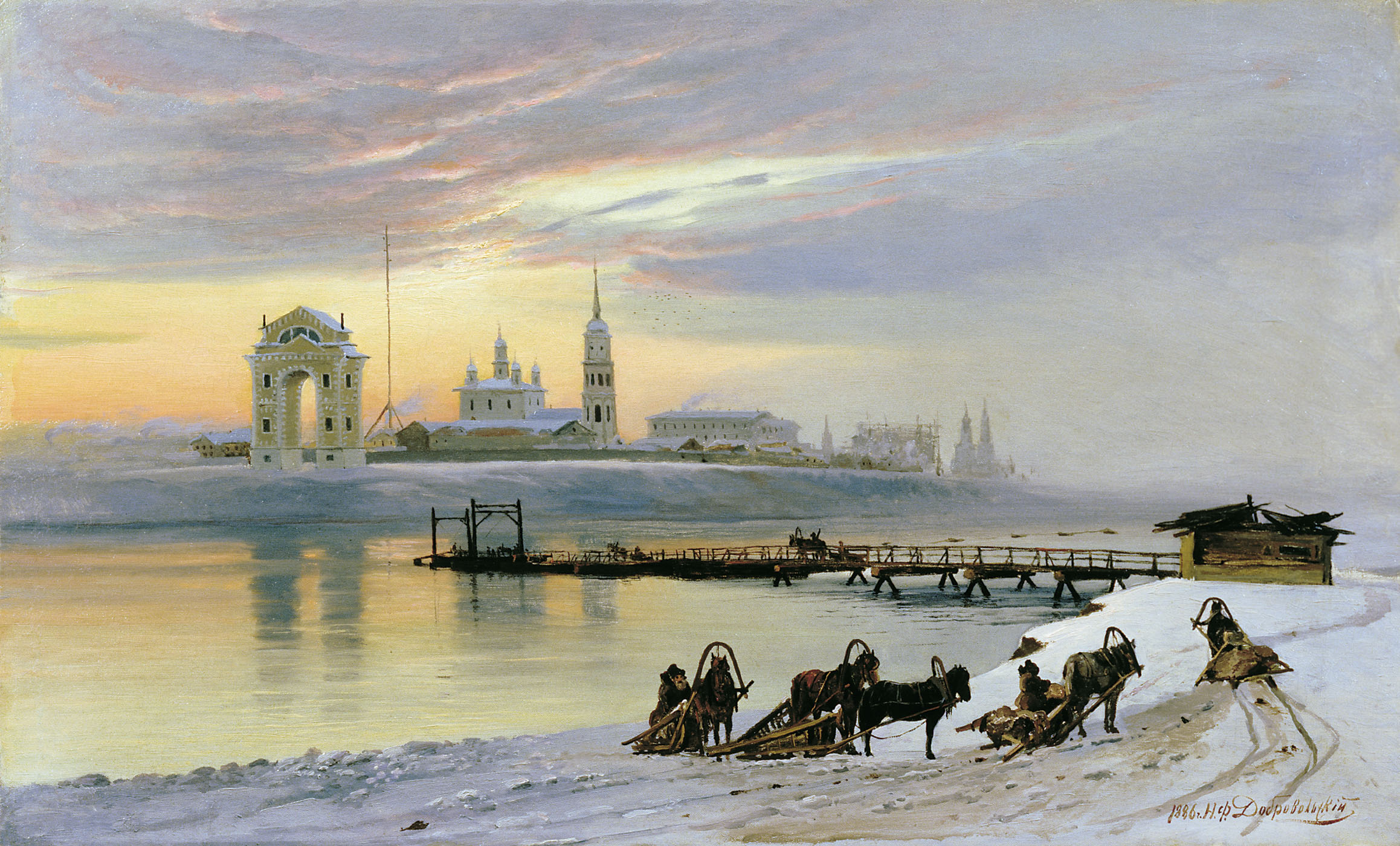
Иркутск, переправа через Ангару (1886)

С XVIII века служба иркутских казаков стала носить пограничную направленность. 26 августа 1810 года были внесены некоторые изменения в положение городовых казаков Сибири, нёсших службу на границе с цинским Китаем. Император Александр I отдал приказ о выводе с границы Селенгинского мушкетного и 18-го Егерского полков и замене их пограничными казаками.
В 1816 году было подготовлено и утверждено Положение об Иркутском пограничном войске. 22 июля 1822 года пограничная линия была разделена на три отделения: Цурухайтуйское, Харацайское и Тункинское с подчинением каждого пограничному приставу (дистанционному начальнику), назначаемому из русских казачьих чиновников Иркутским гражданским губернатором. Поэтому 1816 год считается исторической точкой отсчёта Иркутского казачьего войска.
В 1822 году был принят «Устав о сибирских городовых казаках», в соответствии с которым был создан Иркутский пятисотенный казачий полк. 
18 июня 1832 года император Николай I утвердил Положение Сибирского комитета «О предоставлении некоторых выгод состоящему на Китайской линии в Иркутской губернии Русскому Казачьему войску», которые с инородческими полками (бурятские казаки и казаки-тунгусы) составляли пограничную стражу: дополнительные отпуска, льготы в торговле с китайцами и др. В 1851 году Иркутский казачий полк преобразовали в шестисотенный и передали из гражданского в военное ведомство.

Карта земель Забайкальского казачьего войска, и отдельных Иркутского и Енисейского конных полков и Якутского пешего городового казачьего полка в Восточной Сибири в 1858 году.

По «Положению о преобразовании Иркутского и Енисейского конных казачьих полков» от 19 мая 1871 года Иркутский казачий конный полк упраздняется, и почти весь его личный состав обращается в гражданское ведомство. Согласно «Положению о казаках Иркутской и Енисейской губерний» от 19 мая 1871 года казакам было предназначено содействовать регулярным местным войскам при отправлении ими внутренней службы. Был определён следующий срок службы казаков: полевой — 15-лет и внутренней – 7-лет. Причём казаки обязаны были находиться поочередно на действительной службе один год, а вслед затем на льготе не менее двух лет. Но в экстренных случаях могли призываться на службу все льготные казаки и даже всё способное к отправлению воинской службы казачье население.
Для службы в военном ведомстве в Иркутской губернии была образована казачья сотня в составе 2322 человек. Тогда же было принято Положение о казаках Иркутской и Енисейской губерний. Их главным назначением определялась внутренняя служба, с полевым сроком в 15 лет и внутренним — 7 лет. Казаки выходили на службу в 19 лет и проходили полевую службу по наряду 1 год действительной службы и 2 года по льготе.
В 1901 году в связи с войной в Китае Иркутскую казачью сотню развернули в трёхсотенный дивизион.
В 1904 году из Илимска в часовню иркутской казачьей сотни была торжественно перенесена древняя казачья святыня — хоругвь Нерукотворного образа Спаса. Кроме того, были перенесены иконы Казанской Божией Матери, Преподобного Варлаама и Святого Иоанна Устюжного.
27 января 1904 года началась Русско-японская война, в которой иркутские казаки приняли активное участие.
10 июля 1910 года приказом по военному министерству было утверждено положение об Иркутском и Красноярском казачьих дивизионах. Это положение сохранялось до 1917 года. С началом Первой мировой войны ещё не мобилизованный иркутский казачий дивизион был передан в распоряжение Министерства внутренних дел. На иркутских казаков были возложены следующие задачи: несение внутренних нарядов и гарнизонной службы, окарауливание военнопленных и доставка их в специальные лагеря и, самое главное, контроль за воинскими подразделениями и подавление беспорядков в них.
Военно-полицейская служба стала препятствием для отправления иркутских казаков на фронт, ибо для МВД это было недопустимо (казаки успешно подавляли возникавшие беспорядки). Но самому иркутскому казачеству военно-полицейская служба была в тягость, оно рвалось в бой, и началось «бегство» казаков на фронт. К 1916 году только Иркутский казачий дивизион лишился 93 человек (вместо 499 по списку налицо оказалось 406). Бежавшие на фронт казаки льготами не пользовались, поскольку считались дезертирами. Поэтому ни пенсий, ни вспомоществований семьям фронтовиков не выплачивалось. «Бежали» они и в партизанские отряды, которые стали повсеместно создаваться при армиях и фронтах.

Тяжёлое положение на фронте ускорило рассмотрение вопроса об отправке восточносибирских казаков. В декабре 1915 года в действующую армию уже официально убыл 71 иркутский казак. Им было выдано пособие в 75 руб. каждому, но они все полученные деньги отдали в Военный фонд. В августе 1917 года «Вестник енисейского казачества» писал: 
Явление поразительное, мыслимое и понятное только в казачестве — в то время как многие пытались откосить от службы ("Оборонятся от обороны"), — Иркутский и Енисейский дивизионы почти в полном составе заявили о желании отправиться в действующую армию.

### Иркутское казачье войско
Активное участие в боевых действиях иркутские казаки приняли в 1917 году в межреволюционный период. В апреле 1917 года казаки, проживавшие на территории Иркутской губернии, на круге провозгласили образование Иркутского казачьего войска и направили необходимые документы Временному правительству России для утверждения их войскового статуса, но не получили его согласия. 
Летом 1918 года иркутские казаки выступили на стороне Российского правительства адмирала А. В. Колчака, и 8 декабря 1918 года решением Совета Министров этого правительства Иркутское казачье войско было официально узаконено. Первым атаманом войска был избран уроженец села Смоленщина родовой казак П. П. Оглоблин. 5 января 1918 года Оглоблин отбыл во Владивосток, и в феврале того же года войсковым атаманом был избран С. А. Лукин.
В 1918—1920 годах иркутское казачество участвовало в боях против красных. Однако со временем людские ресурсы иркутских казаков были практически исчерпаны, и 8 марта 1920 года на 5-м Войсковом круге было принято решение о самороспуске Иркутского казачьего войска.
Некоторая часть иркутских казаков участвовала в Гражданской войне на стороне красных.
После окончания Гражданской войны часть иркутских казаков ушла за границу вместе с атаманом Семёновым. В Харбине они создали новую Иркутскую станицу, которую возглавил сотник И. С. Малых. До сих пор часть потомков семёновских казаков из числа бывшего иркутского казачества продолжают жить на территории Монголии.

## Возрождение
Новая история Иркутского казачьего войска началась в 1990 году – с момента выхода Закона Российской Федерации «О реабилитации репрессированных народов». Его историческим правопреемником стала общественная организация «Русское патриотическое объединение «Иркутское казачье войско» (РПО «ИКВ»), учреждённая на Большом Круге 6 октября 1990 года как независимая самоуправляющаяся организация на традициях демократии Казачьего Круга, на основании и в соответствии с Законом РФ «Об общественных организациях». Ныне Иркутское Войско входит в состав казачьих войск Союза казаков России.